# Олег Дорош (поет)
Олег Дорош (справжнє ім'я: Олег Анатолійович Гордій, нар. 20 листопада 1988, м. Миколаїв) — український поет, публіцист, блоґер, журналіст, організатор літературних заходів. Живе й працює в м. Миколаєві. Засновник творчого об'єднання «Теплий настрій». Член Спілки письменників України.

## Життєпис і творчість
Закінчив Миколаївський національний університет ім. В. О. Сухомлинського та Українську академію друкарства у Львові.
Близько 2000 Олег почав друкуватися.
Публікувався в газетах «Рідне Прибужжя», «Український Південь», «Літературна Україна», журналі «Соборна вулиця». Неодноразово друкувався в миколаївському неформальному літжурналі «Літера Н».
Переможець конкурсу молодих літераторів «Південне сузір'я» і лавреат конкурсу поезії «Золота арфа», всеукраїнського фестивалю «Ватерлінія» та інших літературних конкурсів. Був обраний до шортлісту в фестивалі відеопоезії CYCLOPS.
Олег Дорош разом з Артемом Бебиком, Іриною Павленко та групою інших миколаївських літераторів є учнем миколаївського письменника Михалка Скаліцкого.
На одній з презентацій своєї поетичної збірки «Світло у темряві» Олег Дорош розповів про своє учнівство. Саму збірку Олег посвятив Михалкові.

## Історія псевдоніма
На своєму бенефісі Олег Дорош поділився історією свого псевда:
«Він [псевдонім] виник спонтанно. До цього, коли навчався в університеті був інший, а перші мої твори в університетській збірці вийшли під справжнім іменем — Гордій. Я шукав який-небудь псевдонім, а в нас у Миколаївській області є таке хороше село Дорошівка. Вирішив його трохи скоротити.»

## Поетичні збірки
- 2018 — Сьогодні і завжди[2]
- 2021 - Сонце на рейді

## Нагороди
- Південне сузір'я (2009) — переможець
- Золота арфа (2010) — лавреат
- Миколаївський фестиваль «Монітор» (2011) — лавреат
- Конкурс «Бумажное дерево» (2011) — переможець
- Всеукраїнський фестиваль поезії «Ватерлінія» (2014) — лавреат
- Літературна премія видавництва «Смолоскип» (2020) - 4 премія за збірку віршів "Сонце на рейді"